# Управляемый боевой блок
Управляемый боевой блок (УББ) — боевой блок ракеты, совершающий управляемое движение на участке снижения в плотных слоях атмосферы с целью повышения вероятности преодоления системы противоракетной обороны и повышения точности стрельбы, для чего оснащается специальной системой управления (СУ).
Проблема управления УББ связана с особенностями физических условий полёта: большим диапазоном изменения скоростей (от 7 до 1,5—2,5 км/с) и перегрузок ( от 0 до 100—180 единиц), значительным интегральным притоком тепла и нагревом отдельный частей корпуса, что приводит к обгоранию элементов конструкции, большим разбросом параметров атмосферы, особенно её плотности (от 30—50% на высотах более 30 км, до 10—15% ниже), образованием сопровождающего плазменного облака на высотах от 120—90 км до 20—15 км), и особенностями УББ как объекта управления (ОУ); существенным отклонением начальных условий движения от расчетных из-за ошибок в конце активного участка выведения, жесткими ограничениями на массово-габаритные характеристики СУ, что делает нецелесообразным применение газодинамических двигателей, значительным разбросом параметров ОУ, особенно его аэродинамических характеристик (до 15—20 %), статической устойчивостью, существенной связью углового движения и движения центра масс и неполной управляемостью, большими шарнирными моментами на аэродинамических органах управления, что существенно ограничивает максимальные углы атаки и скольжения (в пределах 10—15 градусов).
При формирований управляющих воздействий на УББ ориентируется на методы аэродинамического управления. В 1960-е годы конструировался УББ со смещённым относительно продольной оси аэродинамической симметрии центром масс. УББ такого типа совершает полёт в плотных слоях атмосферы с некоторым балансировочным углом атаки, что создаёт аэродинамическую подъёмную силу. Разворот УББ относительно продольной оси меняет пространственную ориентацию вектора подъёмной силы и позволяет управлять траекторией движения. Для управления углами атаки и скольжения могут применяться различные органы управления: отклоняемые поверхности, выдвигаемые штыри и т.д. Одним из перспективных направлений аэродинамического управления УББ является использования «аэродинамической юбки» — отклоняемой хвостовой части УББ, связанной с корпусом с помощью шарового шарнира. Такая конструкция менее значительно изменяет параметры вследствие обгорания и позволяет получить независимое управления по каналам тангажа и рыскания. Другим перспективным направлением является конструкция УББ овальной в поперечном сечение формы обладающая значительно большим аэродинамическим качеством по сравнению с цилиндрической. Для управлением угловым движением перспективных УББ может применяться вдув рабочего тела через специальные сопла, расположенные на поверхности корпуса УББ.
К УББ относятся корректируемые и самонаводящиеся боевые блоки, которые для повышения точности наведения используют внешнюю информацию для определения или корректировки параметров движения. Корректировка может осуществляться на достаточно удалённых подступах к цели (на доплазменном участке полёта) и послеплазменом участке траектории, самонаведения же рассматривается при непосредственном наведение на цель. Внешним источником информации в корректируемых и самонаводящихся СУ УББ могут быть различные карты местности — контурные, голографические, тепловые и т.д. Для реализации систем коррекции и самонаведения в СУ необходимо заранее ввести требуемые характеристики подстилающей поверхности, иметь на борту специальную аппаратуру (антенно-фидерные устройства, координаторы цели) для получения текущих характеристик, высотомер для однозначной привязки полученной информации. На основе сравнения имеющейся и полученной информации определяется отклонение параметров коррекции или самонаведения и формируются управляющие сигналы. Создание достаточно совершенных УББ представляет собой высокосложную и дорогостоящую задачу, однако их разработка и принятие на вооружение значительно повысить эффективность стратегического ракетного оружия в целом. Особенно это относится к самонаводящимся УББ, точность наведения которых может быть доведена до прямого попадания в точечную цель.

I.
Маневрирующие боевые блоки создавались и в прошлом веке во времена СССР :
1)  МБР P-36"Сатана"(P-36M Воевода) :
В Советском Союзе десятью разделяющимися самонаводящимися на разные цели маневрирующими  боеголовками оснащались самые мощные в мире ядерные ракеты МБР P-36"Сатана"(P-36M Воевода) :
Головные Части: ГЧ 8Ф678 "Маяк",  а так же ГЧ 15Ф678 "Маяк-1" :
цитата сайта Минобороны: "С июля 1978 г. по август 1980 г. на ракете 15А14 проводились ЛКИ экспериментальной самонаводящейся ГЧ 15Ф678 («Маяк-1»)
с двумя вариантами визирования (по радио-яркостным картам местности и по картам рельефа местности)").
цитата сайта "44 ракетный полк в/ч 8953"  : "С июля 1978г. по август 1980г. проводились испытани ракеты с маневрирующими ГЧ 15Ф678"

2) А так же,ракетный комплекс «Альбатрос» с планирующим крылатым боевым блоком
3)  УББ ГРЦ имени Макеева для БРПЛ.
II.  В США маневрирующими боеголовками в прошлом веке оснащались:Першинг-2 (первый запуск: 1982)

На данный момент идут научно-исследовательские и опытно-конструкторские работы (НИОКР) и испытания УББ в трёх странах:
- США - Falcon HTV-2 (испытания с 2010 г.)
- США - Advanced Hypersonic Weapon (AHW) (испытания с 2011 г.)
- Китай - WU-14, DF-ZF (испытания с 2014 г.)
- Россия - 15Ю71, 4202, 15П771 «Авангард»[6] для ракетных комплексов шахтных МБР РС-28 «Сармат»
- Россия - 15Ю70, 102[7]